# Olga Landik
Olga Eduardovna Landik (en ruso: Ольга Эдуардовна Ландик) (Rusia, 2 de enero de 1980) es una nadadora retirada especializada en pruebas de estilo braza. Fue medalla de plata en la prueba de 4x100 metros estilos en el Campeonato Europeo de Natación de 1997.
Representó a Rusia en los Juegos Olímpicos de Atlanta 1996.

## Palmarés internacional
| Campeonato Europeo de Natación | Campeonato Europeo de Natación | Campeonato Europeo de Natación | Campeonato Europeo de Natación |
| Año                            | Lugar                          | Medalla                        | Prueba                         |
| ------------------------------ | ------------------------------ | ------------------------------ | ------------------------------ |
| 1997                           | Sevilla ( España)              | Medalla de plata               | 4 × 100 m estilos              |